# Eiko Ishioka
Eiko Ishioka, 石岡 瑛子, Ishioka Eiko, 12 juli 1938 – 21 januari 2012 i Tokyo, var en japansk art director, kostymdesigner och grafisk formgivare, känd för sitt arbete inom scen, film, reklam och tryckta medier.
Eiko Ishioka blev uppmärksammad för sina reklamkampanjer för den japanska boutiquekedjan Parco, hon samarbetade med sportklädesföretaget Descente för att designa uniformer och ytterkläder för medlemmar i de schweiziska, kanadensiska, japanska och spanska lagen vid Olympiska vinterspelen 2002 i Salt Lake City och var chef för kostymdesign för öppningsceremonin för Olympiska sommarspelen 2008 i Peking. Hon vann en Oscar för bästa kostymdesign för sitt arbete i Francis Ford Coppolas romantiska skräckfilm från 1992, Bram Stokers Dracula, som var baserad på romanen med samma namn och postumt nominerades hon till en Oscar i samma kategori för sitt arbete i Tarsem Singhs film från 2012 Spegel, spegel.

## Biografi
Eiko Ishiokas far var grafisk designer och han uppmuntrade hennes intresse för konst som barn, men han avskräckte hennes önskan att följa honom in i verksamheten. Hon tog examen från Tokyo National University of Fine Arts and Music. Som chef för kostymdesignen för öppningsceremonin vid Olympiska sommarspelen 2008 i Peking fick Ishioka inspiration från konstverk som grekiska statyer och afrikanska hjälmar. Som ett resultat designades ett stort antal kostymer som kan synliggöra tygstrukturen under hennes händer.

### Reklamkarriär
Ishioka började sin karriär med reklamavdelningen hos kosmetikaföretaget Shiseido 1961 och vann Japans mest prestigefyllda reklampris fyra år senare. Ishioka upptäcktes av Tsuji Masuda som skapade Parco Ikebukuro av det plågade varuhuset Marubutsu. När Parco gjorde bra ifrån sig och flyttade verkamheten till Shibuya 1973, designade Ishioka Parco Shibuyas första 15 sekunder långa reklam för varuhusets stora invigning med "en lång, smal svart kvinna, klädd i en svart bikini, dansande med en mycket liten man i en tomtedräkt". Hon blev djupt involverad i Parcos image. I hennes sista Parco-kampanj medverkade Faye Dunaway som "ansikte av Parco" klädd i svart, på en svart stol mot en svart vägg, och skalade och åt ett ägg på en minut som "en film för Parco." Ishioka blev varuhsets chief art director 1971 och hennes arbete där är känt för flera kampanjer med Faye Dunaway och för dess öppna och surrealistiska erotik. 1983 avslutade hon sitt samarbete med Parco och öppnade en egen designbyrå.
2003 designade hon logotypen för Houston Rockets.

### Filmkarriär
1985 valde regissören Paul Schrader Ishioka som produktionsdesigner för sin film Mishima – ett liv i fyra kapitel från 1985. Hennes arbete gjorde att hon fick en särskild utmärkelse för konstnärlig insats vid Filmfestivalen i Cannes samma år. Ishiokas arbete med Francis Ford Coppola me affischen för den japanska utgåvan av Apocalypse ledde till deras senare samarbete i Coppolas Dracula, som gav Ishioka en Oscar. Ishioka arbetade också på fyra av Tarsem Singhs filmer, som började med Jennifer Lopez i huvudrollen i The Cell 2000 och inklusive The Fall, Immortals och Spegel spegel.
Ishioka designade även kostymer för teater och cirkus. 1999 designade hon kostymer till Richard Wagners Nibelungens ring på den nederländska operan. Hon designade kostymer åt Cirque du Soleil: Varekai, som hade premiär 2002 samt för Julie Taymors  Broadway-musikal Spider-Man: Turn Off the Dark, som hade premiär 2011. Hon regisserade även musikvideon till Björks "Cocoon" 2002 och designade kostymer till sångerskan Grace Jones turné "Hurricane" 2009.
Ishiokas verk ingår i den permanenta samlingen i museer över hela världen, inklusive Museum of Modern Art i New York.

### Utmärkelser
Ishioka vann en Grammy Award för bästa inspelningspaket? för sitt konstverk för Miles Davis album Tutu 1987 och en Oscar för bästa kostymdesign för Bram Stokers Dracula 1992. Hon fick också två Tony Award-nomineringar 1988 för scen- och kostymdesignen av Broadway-pjäsen M. Butterfly. 2012 nominerades hon till en Oscar för bästa kostymdesign för Spegel spegel och vann Oscar för bästa kostym. 1992 valdes hon ut att vara medlem i New York Art Directors Club Hall of Fame. Den 12 juli 2017 hedrades hon med en Google Doodle.

### Böcker
Boken "Eiko by Eiko" från 1990 är en samling av hennes verk inom art direction och grafisk design. En andra bok, "Eiko on Stage", kom ut år 2000.

### Död
Ishioka dog av cancer i bukspottkörteln i Tokyo den 21 januari 2012. Hon gifte sig med sin livskamrat Nicholas Soultanakis på sjukhus några månader före sin död.

### Arv
Hennes arkiv har getts till UCLA Library Special Collections.

## Filmografi
- Mishima – ett liv i fyra kapitel (1985)
- Closet Land (1991)
- Bram Stoker's Dracula (1992)
- The Cell (2000)
- The Fall (2006)
- Theresa: The Body of Christ (2007)
- Immortals (2011)
- Spegel spegel (2012)